# Blanka Mercère

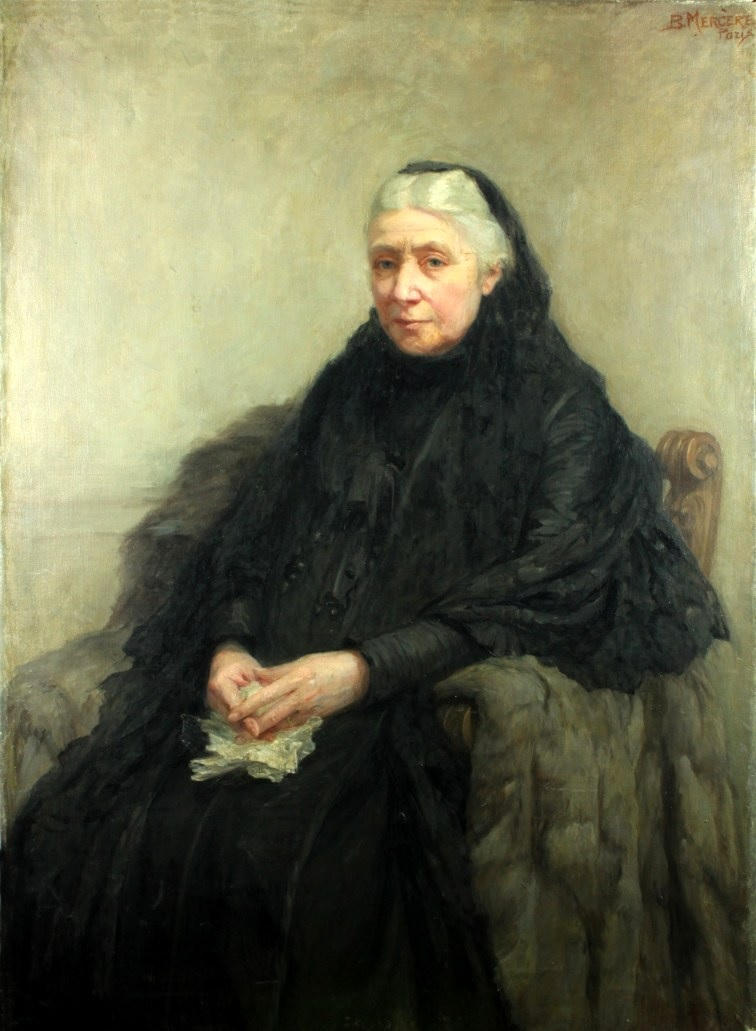
Portret Marii Goreckiej z około 1912 roku

Blanka Mercère (ur. 17 grudnia 1883 w Warszawie, zm. 16 grudnia 1937 tamże) – polska malarka, uczennica Olgi Boznańskiej, założycielka Szkoły Malarstwa i Rysunku w Warszawie.

## Pierwsze lata edukacji
W 1901 roku uczyła się w Szkole Rysunkowej w pracowni Adama Badowskiego w Warszawie, a następnie od 1904 roku uczęszczała na Wyższe Kursy dla Kobiet im. Adriana Baranieckiego w Krakowie. W tym samym czasie uczęszczała na wieczorowe kursy w pracowni Leona Wyczółkowskiego. W 1906 roku wyjechała do Zakopanego, gdzie podjęła pracę jako nauczycielka rysunku. W 1908 rozpoczęła studia w Académie Julian w Paryżu, a w 1914 w École des Beaux-Arts pod kierunkiem Jacques-Fernanda Humberta. Podczas studiów otrzymała kilka nagród, m.in. nagrodę Institut de France. W 1916 roku otrzymała dyplom uprawniający do nauczania w szkołach francuskich.

## Działalność artystyczna
Podczas pobytu we Francji utrzymywała bliskie kontakty z malarzem Olivierem Mersonem oraz z Marcelim Krajewskim, pod wpływem którego tworzyła pierwsze prace. On także namalował jej portret.
Podczas I wojny światowej pracowała w służbie cywilnej. Wykonała wówczas prace: Śmierć ochotnika polskiego, Spalenie wsi polskiej przez wojska pruskie i Pole bitwy w Polsce, które były reprodukowane w pismach francuskich. Po wojnie powróciła do Warszawy i do 1921 roku kierowała departamentem sztuki w Warszawie, Krakowie i w miastach prowincjonalnych. W 1921 roku została powołana na stanowisko profesora Szkoły Szkół Pięknych im. Wojciecha Gersona, gdzie od 1925 roku prowadziła pracownie malarstwa i kompozycji. W 1926 roku założyła własną szkołę sztuk pięknych przy ulicy Hożej 26, gdzie uczyła malarstwa freskowego.

## Nagrody i wyróżnienia
W latach 1910–1914 Mercère regularnie wystawiała swoje prace na salonie Société des Artistes Français. W 1910 roku za Portret Matki otrzymała nagrodę i stypendium na wyjazd do Włoch. Za obrazy: Marta (1913), Portret pani Meysztowiczowej (1914) i Kobziarz (1928) otrzymała prestiżowe nagrody na francuskich wystawach.
Zmarła w grudniu 1937.

## Wybrane prace
- Portret Aleksandra Kraushara, 1931, Muzeum Historyczne Warszawy
- Portret Marii Władysławowej Mickiewiczowej w starszym wieku, Muzeum Literatury im. Adama Mickiewicza w Warszawie
- Portret Marii Goreckiej, Muzeum Literatury im. Adama Mickiewicza w Warszawie
- Portret Władysława Mazurkiewicza, 1922
- Portret Krystyny Ostrowskiej, 1923
- Portret Henryka Brzozowskiego, 1926
- Portret Aleksandrii Piłsudskiej z córkami, 1928
- Portret Michaliny Brzozowskiej Mercere, 1914
- Portret marszałkowej Piłsudskiej z córkami, 1928, Belweder w Warszawie
- Macierzyństwo
- Romans prababki
- Ballada
- Rosa Mistica
- Polska Mesjaszem narodów
- Emilia Plater
- Joanna d'Arc
- Wesele łowickie
- Port rybacki w St. Jean de Luz
- Przed kościołem w Asquin
- Droga krzyżowa
- Święta Teresa z Lisieux
- Życie św. Barbary – cykl sześciu projektów fresków wykonanych w 1937 roku dla kościoła św. Barbary w Warszawie

## Literatura
- Witold Bunikiewicz, Blanka Mercère (jej życie i dzieło), Warszawa: Biblioteka polska, 1938.
- Kinga Dula, Blanka Mercère. Przypomnienie życia i twórczości, 2011.